# Shadowmatic
Shadowmatic (укр. Тіньова механіка) — відеогра 2015 та 2017 року в жанрі головоломки, розроблена та створена вірменською інді-студією Triada Studio Games 15 січня 2015 року для iOS та 3 березня 2017 року для Android.
Гравець має змінювати положення і повертати один або кілька об'єктів таким чином, щоб їхня тінь утворила потрібний предмет або тварину.
Гра виграла премію Apple Design Awards у 2015 році.

## Ігровий процес
Shadowmatic являє собою цифрову версію театру тіней. У кожному рівні представлено одну або кілька абстрактних фігур, не схожих на будь-що. Гравець повинен переміщати фігури таким чином, щоб тінь від прожектора утворювала вже знайомі силуети предметів, людей або тварин. Деякі рівні пропонують дві або три фігури, які гравець має розташувати правильно. Гравець може не тільки переміщати фігури, а й повертати їх у будь-якому напрямку в тривимірному просторі.
Як і інші головоломки, Shadowmatic складається з різних рівнів, які зі свого боку пов'язані з певною тематикою. Наприклад, на рівнях, де необхідно складати силует тварин, навколишній простір нагадує джунглі, а рівні, де складаються силуети іграшок схожі на дитячі кімнати. У міру проходження, для гравця доступними стають нові тематичні рівні. Загалом у грі представлено 7 рівнів, які розділені на дев'ять тематичних категорій.
Якщо гравець не може підібрати силует, він може скористатися підказками, за які, однак доведеться заплатити. Попри це, розробники не рекомендують користуватися підказками, щоб насолодитися грою повною мірою. Гравець також може заробляти очки для підказок, проходячи рівні. Чим швидше гравець вирішує головоломку, тим більше очок він отримує, або ж якщо він відкриває «секретний» силует. У грі також передбачена інтеграція з Game Center і можливість дивитися таблицю з рейтингом найкращих гравців.

## Розробка
Розробкою гри займалася вірменська інді-студія Triada Studio Games. Створення гри Shadowmatic стало підсумком роботи над експериментальним ігровим рушієм з «фотореалістичною тривимірною графікою в реальному часі». Розробка гри почалася 2012 року, її створенням займалися всього чотири людини — програміст, дизайнер, музикант і менеджер. Основна складність під час розроблення була пов'язана з роботою над тривимірними об'єктами, що утворюють правильний силует: «Тривимірні об'єкти одного й того самого силуету можуть бути різними — нескінченна кількість хибних деталей, що відвертають увагу. Дизайнер повинен змоделювати об'єкт відповідної форми для конкретного силуету. Потім його перевіряє команда, щоб внести потрібні виправлення і збалансувати складність головоломки». Робота над грою велася протягом трьох років. Розробники зіткнулися з проблемою того, що їм потрібен тривалий час на розробку відповідної гри. З одного боку занадто тривала розробка може згубно позначитися на випуску гри, з іншого боку творці хотіли створити цілісний і дороблений продукт.

### Вихід
Вихід гри відбувся 15 січня 2015 року в App Store. За два роки застосунок був куплений або завантажений 7 мільйонів разів, а також виграв низку премій.

## Нагороди
Гра Shadowmatic отримала кілька нагород, зокрема інді-премію за найкращий ігровий дизайн на виставці Casual Connect Amsterdam у 2016 році, а також премії за «чудове візуальне мистецтво» і «вибір ЗМІ» на заході DevGAMM Moscow у 2015 році. У червні 2015 року гра отримала престижну нагороду Apple Design Awards на заході Worldwide Developers Conference. Shadowmatic також була представлена на телеканалі CNN International, на телешоу «Шовковий шлях: минуле, сьогодення, майбутнє» в частині, присвяченій цифровим технологіям у Вірменії.

## Огляди
| Агрегатор  | Оцінка |
| ---------- | ------ |
| Metacritic | 80/100 |

Відеогра отримала загалом позитивні відгуки ігрових критиків, на сайті-агрегаторі Metacritic має 80 балів зі 100 можливих.
Критик сайту GameZebo зауважив, що Shadowmatic пішла слідами гри Zen Bound, запропонувавши щось оригінальне і таке, що чудово працює на пристрої з сенсорним екраном, у той час, як більшість ігор в App Store намагалися адаптувати консольне управління. Критик назвав художнє оформлення та управління в грі чудовими. Поворот об'єктів відбувається просто і в управлінні, крім використання руху пальців нічого більше не потрібно. Попри гадану простоту, на практиці завдання може виявитися вкрай складним, особливо на рівнях, з двома або трьома фігурами. Критик також зауважив що гра підійде людям, які люблять отримувати задоволення від ігрового процесу, а не перемагати.
Критик сайту PocketGamer вважає, що Shadowmatic — показовий зразок винахідливості інді-розробників на мобільних платформах із сенсорним екраном. Гра сама ідеально підходить для сенсорного екрана завдяки інтуїтивно зрозумілим елементам управління. А враження від гри посилюються завдяки красивим візуальним ефектам. Критик також порівняв гру з Zen Bound, зауваживши, що Shadowmatic не можна в жодному разі називати плагіатом, однак ці ігри можна безумовно зараховувати до одного ігрового жанру. Критик у підсумку зауважив, що мало сучасних ігор можуть похвалитися такою розслаблювальною атмосферою і Shadowmatic ідеально підходить для любителів відчувати мозковий штурм.
Критик сайту Multiplayer зауважив, що творці Shadowmatic під час роботи над своїм проєктом явно надихалися іншими інді-іграми в App Store, проте їм вдалося представити досить оригінальний кінцевий результат. Критик похвалив гру за її якісну ігрову механіку, доповнену чудовим аудіовізуальним компонентом. Як недолік критик вказав на те, що представлені 70 рівнів у грі занадто схожі один на одного і далеко не всі гравці наважаться пройти всю гру, перш ніж не загубляться інтерес до самої гри.